# بیوتیفول
بیوتیفول یا ذیبا (به اسپانیایی: Biutiful) یک فیلم درام و روان‌شناختی مکزیکی-اسپانیایی محصول سال ۲۰۱۰ به کارگردانی الخاندرو گونسالس اینیاریتو با بازی خاویر باردم در نقش اوکسبال است. 
این فیلم موفق شد در دو رشتهٔ بهترین فیلم غیر انگلیسی‌زبان و جایزه اسکار بهترین بازیگر نقش اول مرد کاندیدای جایزه اسکار سال ۲۰۱۰ شود. همچنین خاویر باردم برای این فیلم برندهٔ جایزهٔ بهترین بازیگر مرد از جشنواره فیلم کن شد در حالی‌که خودِ فیلم هم نامزدِ دریافت نخل طلایی بود. 

## خلاصه داستان
اوکسبال (خاویر باردم) در یک خانهٔ رو به ویرانی همراه با دو فرزند کوچکش، آنا و متیو زندگی می‌کند. او از همسرش، مارامبرا که از اعتیاد به الکل و اختلال دوقطبی رنج می‌برد جدا شده‌است و به جز برادرش تیتو خانواده دیگری ندارد.

## تولید فیلم
ساخت این فیلم از زمان شروع نگارش آن تا رسیدن به مرحله پس‌تولید سه سال و نیم زمان برد. تصویربرداری اصلی از اکتبر ۲۰۰۸ تا فوریه ۲۰۰۹ در بارسلون، اسپانیا به طول انجامید.

## بازیگران
- خاویر باردم در نقش اوکسبال
- لو جین در نقش لی وی
- مارسیل آلوارز در نقش مارامبرا
- حنا بوشعیب در نقش آنا
- گیلرمو استرلا در نقش متئو
- دیاریاتو داف در نقش ایگه
- تایشن چنگ در نقش‌های
- ناصر صالح در نقش موچاچو
- آلن ارناندس (نامش در عنوان‌بندی نیامده)
- مانولو سولو
- فلیکس کوبرو

## بازخوردها
وب‌سایت جمع‌آوری نقد راتن تومیتوز، بر اساس ۱۵۵ بررسی، با میانگین امتیاز ۶٫۴ از ۱۰ این فیلم ۶۶٪ تأیید را گزارش می‌کند. اجماع انتقادی این سایت چنین می‌گوید: «عملکرد داغ خاویر باردم به ارتقای بیوتیفول کمک می‌کند، مانند مهارت آلخاندرو گونزالس ایناریتو، اما فیلم اغلب در تدبیر و ظلم فرومی‌رود»، نشان دهنده «بررسی‌های مختلط یا متوسط».
فیلم‌سازان شان پن، ورنر هرتسوک و مایکل مان در تحسین خود از این فیلم بسیار صریح بوده‌اند. هرتزوگ آن را به یک «شعر» تشبیه کرد و شان پن اجرای باردم را با اجرای مارلون براندو در آخرین تانگو در پاریس مقایسه کرد. جولیا رابرتس ستاره هالیوود نیز بسیار حمایت کرده‌است.

## گیشه
این فیلم در آمریکای شمالی ۵ میلیون دلار و در خارج از کشور ۱۹٫۶ میلیون دلار به دست آورد و مجموعاً ۲۴٫۷ میلیون دلار در سراسر جهان در مقابل بودجه تولید ۳۵ میلیون دلاری فروخت.